# Freddie Grubb
Frederick „Freddie“ Henry Grubb (* 27. Mai 1887 in Wimbledon; † 6. März 1949 in Surrey) war ein britischer Radsportler und Fahrradbauer.

## Sportliche Laufbahn
Freddie Grubb war in der Zeit vor dem Ersten Weltkrieg einer der besten Radsportler Großbritanniens. Einzelzeitfahren auf der Straße und Bahnradsport waren damals – und sind es bis heute – dort besonders populär. Grubb war Vegetarier, strikter Abstinenzler und startete für den Vegetarian Cycle and Athletic Club. 1910 stellte er einen britischen Rekord im 100-Kilometer-Zeitfahren auf einem Bahnrad mit einer Zeit unter fünf Stunden auf. Zwar hatte vor ihm schon Harry Green einen Rekord unter fünf Stunden aufgestellt, der aber nicht offiziell gemessen worden war. Im Jahr darauf stellte er mit 351 Meilen einen 24-Stunden-Rekord auf. Ein weiterer Rekord – 5 Stunden, 9 Minuten und 41 Sekunden für die Strecke von London nach Brighton – blieb 14 Jahre lang bestehen.
Ebenfalls 1912 startete Grubb bei den Olympischen Spielen in Stockholm und errang zwei Silbermedaillen, im olympischen Straßenrennen sowie in der Mannschaftswertung im Straßenrennen. Dabei wurde das Straßenrennen als Einzelzeitfahren ausgetragen, und beim Mannschaftsfahren die besten drei Zeiten von vier Fahrern aus einem Team addiert.
1914 wurde Freddie Grubb Profi und wollte als solcher Sechstagerennen fahren sowie Rekorde auf Bahn und Straße aufstellen. Nach kurzer Zeit war er allerdings so desillusioniert, dass er wieder Amateur werden wollte, jedoch war ihm die erneute Änderung seines Status aufgrund der Regeln verwehrt.

## Im Fahrradhandel

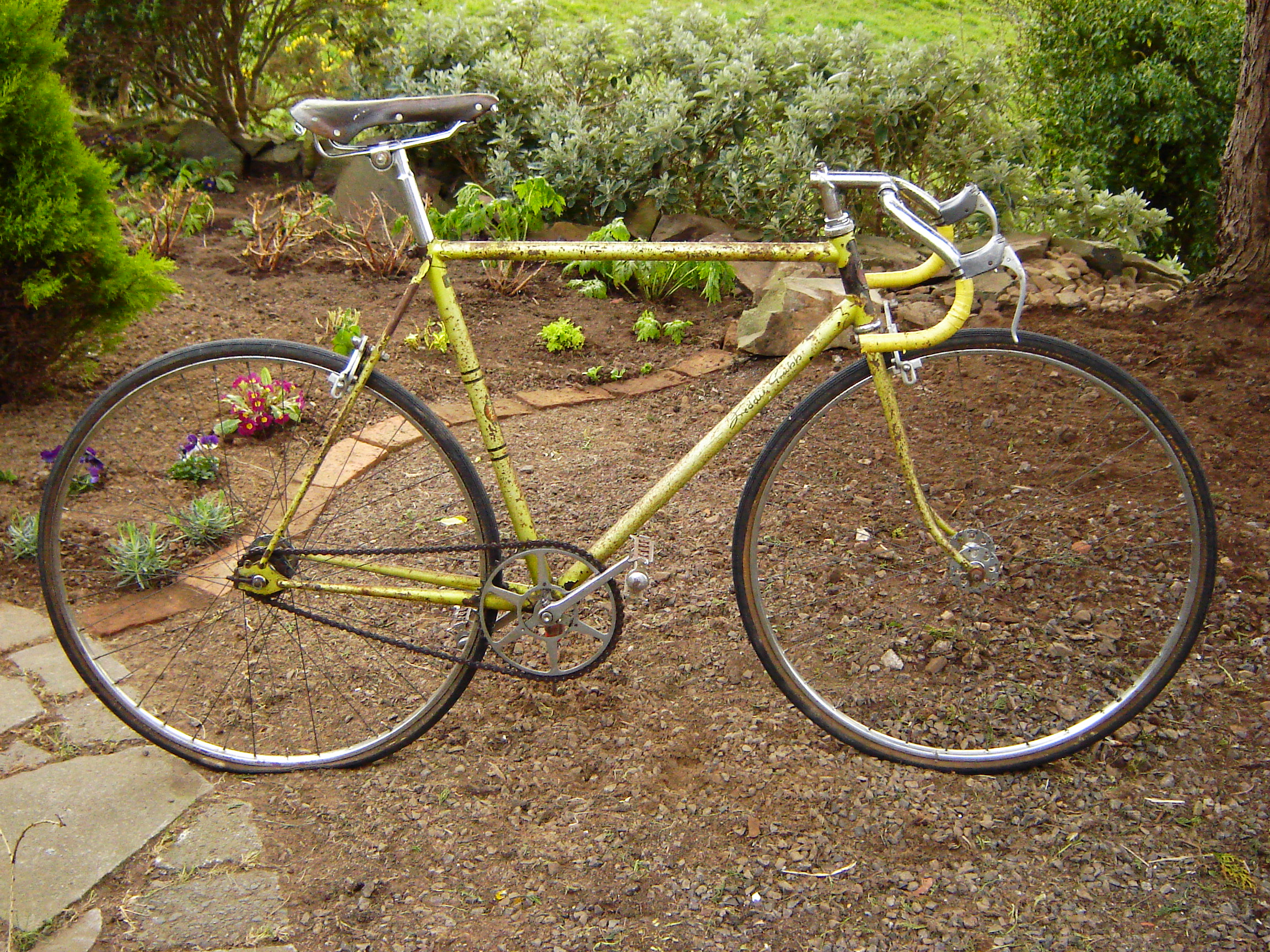
Rennrad von Freddie Grubb (ca. 1957)

Grubb eröffnete ein Fahrradgeschäft in Brixton, im Süden von London, kurz bevor der Erste Weltkrieg ausbrach. Deshalb arbeitete er zunächst in einer Munitionsfabrik, kam aber dann auf eigenen Wunsch zur Royal Navy. Obwohl er aufgrund der Beköstigung dort kein Vegetarier mehr war, wurde er von seinem Club zum Ehrenmitglied ernannt.
Nach dem Krieg eröffnete Freddie Grubb erneut ein Fahrradgeschäft, wofür ihm ein Vereinskamerad das Geld lieh. 1919 tat er sich mit Ching Allin zu Allin & Grubb zum Entwerfen und zum Bau einer eigenen Marke zusammen. Die Rollen der beiden waren verteilt: Während Grubb als jemand mit „nicht liebenswertem Charakter“ beschrieben wird, dessen Name allerdings bekannt war, galt Allin als der sympathischere. Die beiden Männer zerstritten sich jedoch über die Frage, wer von beiden ein neuartiges Schnellspanner-System entwickelt hatte. Grubb eröffnete daraufhin eine eigene Werkstatt unter eigenem Namen, später noch eine weitere.
Freddie Grubb starb 1949. Fahrräder unter dem Markennamen Grubb wurden bis 1978 hergestellt.